# گونا

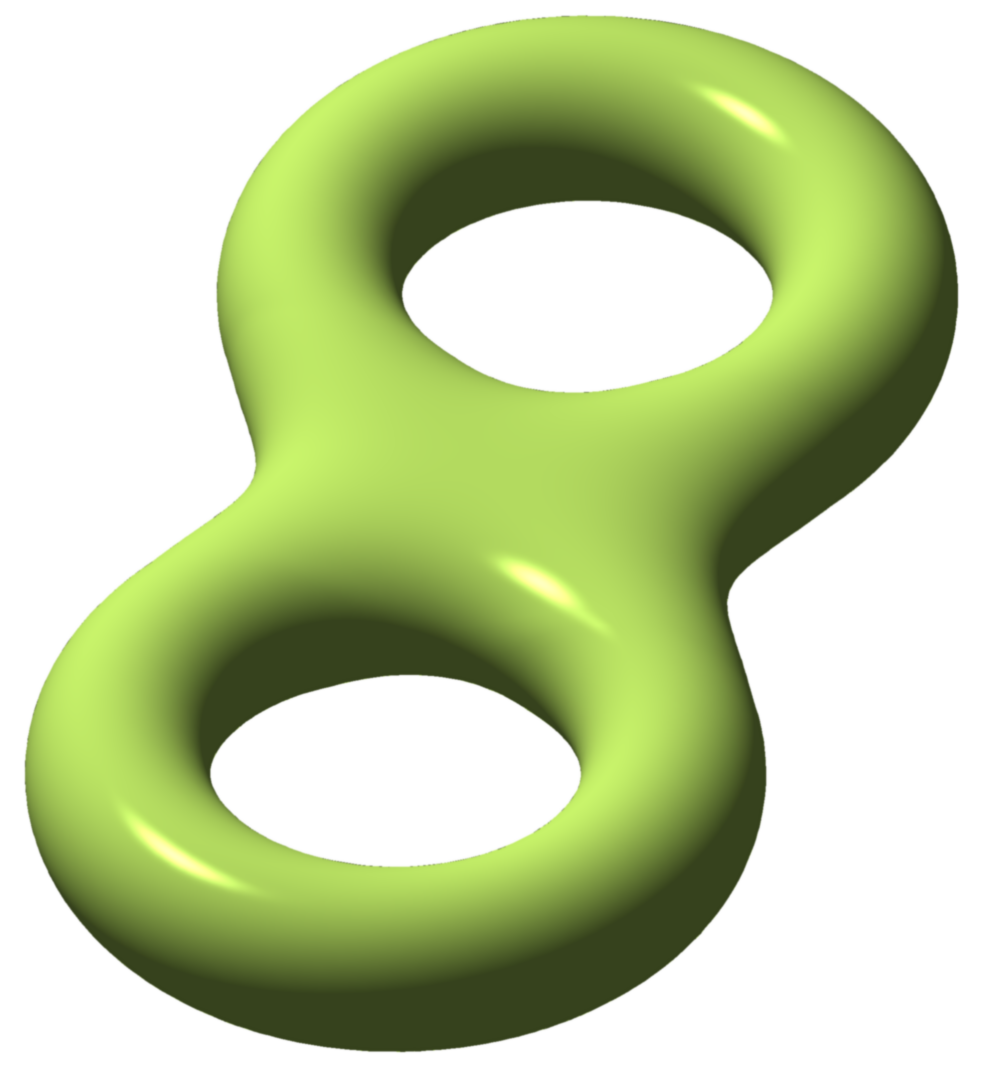
رویه‌ای که دارای گونای ۲ است.

در ریاضیات گونا (Genus) (جمع آن Genera است)، تعاریف متفاوتی دارد که با هم دیگر ارتباط معنایی نزدیکی دارند. شاید سریع‌ترین، راحت‌ترین و شهودی‌ترین راه برای معرفی گونا این باشد: تعداد «سوراخ‌های» یک رویه. چنان‌که کره دارای گونای صفر و چنبره دارای گونای ۱ است.

## ارجاعات
1. ↑  Popescu-Pampu 2016, p. xiii, Introduction.